# رضا بوند (فلم)
رضا بوند هو فيلم كوميدي مصري من إنتاج عام 1970، بطولة شويكار ومحمد رضا ومحمود المليجي وعادل إمام وصفاء أبو السعود.

## قصة الفيلم
عصابة تتخذ من ملهى ليلي وكرا لها تقوم بالبحث عن خريطة موضحا بها كنز نابليون، يحاول طناش أحد افراد العصابة البحث عن الخريطة، يتنازع عليها أفراد العصابة لينتهي المطاف عند رئيسها عظمة بالحصول على الخريطة ويضعها في خزانته وبعد مقتل طناش يحضر البوليس للتحقيق في مقتل طناش الذي يباع أثاث منزله إلى معلم من معلمين وكالة البلح يدعى رضا الفونط (رضا بوند) الذي كان يكسب رزقه من عرق جبينه فاستهواه المال، تحاول نانا مع صلاح الحصول على الورقة الموجودة في خزنة عظمة، يبدأ المعلم ورجاله في مواجهة بعض المتاعب والمطاردات بين الإسكندرية والقاهرة من قبل رجال العصابة، تختبئ نانا في عربة الأثاث وتدعي أنها تبحث عن أخيها، يدخل المعلم رضا السجن فترسل العصابة وراءه أحد أفرادها، يتم العثور على الخريطة في ساعة الحائط، ينتهى المطاف بالقبض على أفراد العصابة من قبل رجال الشرطة.

## طاقم التمثيل
- شويكار: (نانا)
- محمد رضا: (المعلم رضا)
- فريد شوقي: (اللواء - ضيف شرف)
- محمود المليجي: (عظمة)
- عادل إمام: (صلاح)
- صفاء أبو السعود: (فطومة)
- نبيلة السيد: (زوجة المعلم رضا)
- حسن عبد السلام: (شوقي)
- أحمد ماهر: (عزوز)
- محمد صبيح: (مخلوف)
- حسين عيسى: (طناش)
- محمد يوسف: (عامل السينما)
- باهر السيد
- سيد العربي

## فريق العمل
- إخراج: نجدي حافظ
- تأليف: عبد الرحمن شوقي
- إنتاج: فاروق نجيب
- توزيع داخلي: سيتي فيلم
- توزيع خارجي: وكالة الجاعوني
- مونتاج: صلاح عبد الرازق
- مدير التصوير: رمزي إبراهيم

## وصلات خارجية
- مقالات تستعمل روابط فنية بلا صلة مع ويكي بيانات
- صفحة الفيلم على موقع السينما